# Кобна плочица
„Кобна плочица“ је југословенски ТВ филм из 1963. године. Режирао га је Александар Ђорђевић, а сценарио је писао Јован Михајловић према делу Марка Твена

## Улоге
| Глумац              | Улога |
| ------------------- | ----- |
| Иван Ђурђевић       |       |
| Љуба Ковачевић      |       |
| Злата Нуманагић     |       |
| Драган Оцокољић     |       |
| Милан Пузић         |       |
| Миодраг Радовановић |       |